# Drangedals kommun
Drangedals kommun (norska: Drangedal kommune) är en kommun i Telemark fylke i södra Norge. Kommunens centralort är tätorten Prestestranda. 

## Administrativ historik
Drangedals kommun upprättades den 1 januari 1838 (som Drangedal formannskapsdistrikt) när Formannskapslovene från 1837 trädde i kraft. Kommunens gränser har förblivit oförändrade sedan dess.

## Tätorter
I Drangedals kommun finns två tätorter:
- Neslandsvatn
- Prestestranda (centralort)

## Socknar
Inom Norska kyrkan är Drangedals kommun indelad i tre socknar:
- Drangedals socken
- Krokens socken
- Tørdals socken

Socknarna ingår i Bamble prosteri i Agder og Telemarks stift.